# David Henry Hwang

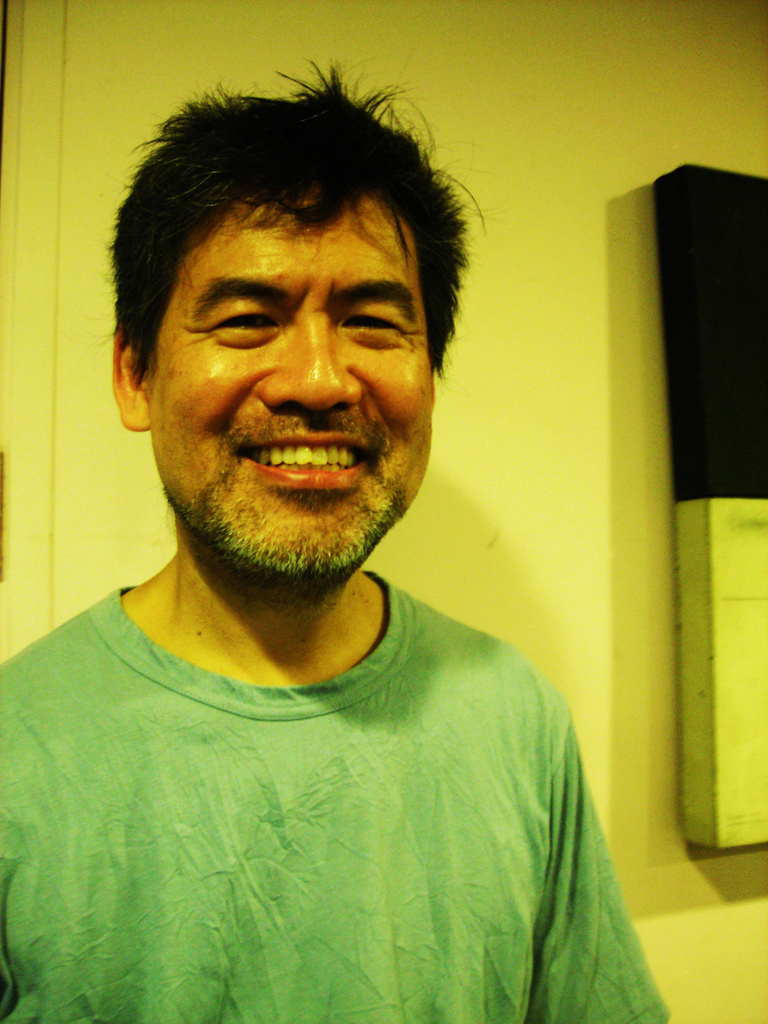
David Henry Hwang

David Henry Hwang (* 11. August 1957 in Los Angeles, Kalifornien) ist ein US-amerikanischer Schriftsteller. Er gilt als der bedeutendste asiatisch-amerikanische Dramatiker des Landes.

## Leben und Schaffen
David Henry Hwang, Sohn eines Bankers und einer Klavierprofessorin, hat an der Stanford University (bis 1979) und der Yale University (1980, 1981) studiert. Bereits in Stanford, wo seine Studienkollegen Sam Shepard und María Irene Fornés waren, begann er Bühnenstücke zu schreiben.
Viele von Hwangs Arbeiten behandeln die Rolle chinesisch- und anderer asiatisch-stämmiger Amerikaner im modernen amerikanischen Leben. Sein Erstling, das mit einem Obie Award preisgekrönte Stück „F.O.B.“, hat die Gegensätze und Konflikte zwischen alteingesessenen chinesischen Amerikanern und neuen Immigranten zum Thema. Das Schauspiel entstand im O’Neill Playwrights Center (New London (Connecticut)) und wurde 1981 in Joseph Papp's Public Theatre in New York City uraufgeführt. Papp produzierte anschließend vier weitere Stücke von Hwang, darunter „The Dance and the Railroad“, die Geschichte eines ehemaligen Stars der chinesischen Oper, der am Ende des 19. Jahrhunderts seinen Lebensunterhalt als Kuli verdienen muss. „Family Devotions“ ist eine dunkle Komödie über die Auswirkungen der westlichen Religion auf das Leben einer chinesischen Familie. „Sound and Beauty“ ist der Gesamttitel zweier in Japan angesiedelter Einakter.
In Hwangs nächstem Schauspiel – „Rich Relations“ – standen erstmals nicht-asiatische Charaktere im Mittelpunkt. Das Stück wurde am Second Stage Theatre in New York uraufgeführt und diente Hwang – obwohl es kein Erfolg war – als Vorbereitung für sein bekanntestes Werk, „M. Butterfly“. „M. Butterfly“ (1990), eine intelligente Demontage von Puccinis Oper „Madama Butterfly“, basiert lose auf Nachrichtenmeldungen über die Beziehungen eines französischen Diplomaten, Bernard Boursicot, und Shi Pei Pu, einem Sänger der chinesischen Oper, der seinen Geliebten Boursicot angeblich zwanzig Jahre lang über sein Geschlecht getäuscht hat. Das Stück wurde 1988 am Broadway uraufgeführt und trug Hwang neben einer Nominierung für den Pulitzerpreis einen Tony Award, den Drama Desk Award, den John Gassner Award und den Outer Critics Circle Award ein. Einem noch breiteren Publikum wurde der Stoff 1993 in der Verfilmung von David Cronenberg (mit Jeremy Irons und John Lone) bekannt. Zudem arbeitete Hwang 1993 mit Prince zusammen und schrieb den Liedtext zu dessen Song Solo, den er auf seinem Album Come im Jahr 1994 veröffentlichte.
Der Erfolg von „M. Butterfly“ ermutigte Hwang, seine Interessen in vielen Richtungen weiterzuentwickeln, und er begann unter anderem für Oper, Fernsehen und Musical zu arbeiten. In den 1990er Jahren schrieb er weiter für die Bühne, darunter kleinere Arbeiten für das berühmte Actors Theatre of Louisville und sein zweites Broadway-Stück, „Golden Child“, das 1997 den Obie Award errang und für den Tony-Award nominiert wurde.
Im 21. Jahrhundert setzte Hwang seine Arbeit auf allen Gebieten der Bühnenschriftstellerei fort und brachte seinen dritten Broadway-Erfolg auf die Bühne: eine radikale Neufassung von Richard Rodgers’, Oscar Hammersteins und Joseph Fields Musical „Flower Drum Song“. Ausgehend von dem gleichnamigen Roman von C. Y. Lee, erzählt das Werk die Geschichte des Anpassungskonflikts einer in San Francisco lebenden chinesischen Familie.
David Henry Hwang heiratete 1985 die Künstlerin Ophelia Y. M. Chong. Nach der Scheidung heiratete er die Schauspielerin Kathryn Layng, mit der er zwei Kinder, Noah David und Eva Veanne, hat. Hwang lebt mit seiner Familie in New York City.

## Auszeichnungen
David Henry Hwang wurde mit zahlreichen Preisen und Stipendien ausgezeichnet, darunter Stipendien des National Endowment for the Arts, der Guggenheim Foundation, der Rockefeller Foundation, des New York State Council on the Arts und des Pew Charitable Trusts. Zu den Einrichtungen, die ihm einen Preis verliehen haben, gehören der Asian American Legal Defense & Education Fund, die Association for Asian Pacific American Artists, das Museum of Chinese in the Americas, die East West Players, die Organization of Chinese Americans, das Media Action Network for Asian Americans, das Center for Migration Studies, der Asian American Resource Workshop, das China Institute und die New York Foundation for the Arts.
1994 wurde Hwang von Präsident Bill Clinton ins President’s Committee on the Arts and the Humanities berufen. 1998 gab das älteste asiatisch-amerikanische Theater, die „East West Players“, ihrer neuen Hauptbühne den Namen „David Henry Hwang Theatre“. 2021 wurde Hwang in die American Academy of Arts and Sciences gewählt.

## Arbeiten von David Henry Hwang (Auswahl)
- 1980: F.O.B. – Fresh off the Boat (Schauspiel)
- 1981: The Dance and the Railroad (Schauspiel)
- 1981: Family Devotions (Schauspiel)
- 1983: Sound and Beauty (zwei Einakter)
- 1986: Rich Relations (Schauspiel)
- 1990: M. Butterfly (Schauspiel)
- 1993: Face Value (Schauspiel mit Musik)
- 1998: Golden Child (Schauspiel)
- 2000: Aida (Musical, Musik: Elton John)
- 2002: Flower Drum Song (Musical, Musik: Richard Rodgers)
- 2006: Tarzan (Musical, Musik: Phil Collins)
- 2006: Yellow Face (Schauspiel; in Vorbereitung)

## Drehbücher
- 1993: M. Butterfly (David Cronenberg)
- 1994: Golden Gate (John Madden)
- 2001: The Lost Empire (Fernsehfilm, Peter MacDonald)
- 2002: Besessen/Possession (Neil LaBute)